# Candelariella complanata
Candelariella complanata är en lavart som beskrevs av M. Westb. Candelariella complanata ingår i släktet Candelariella och familjen Candelariaceae.   Inga underarter finns listade i Catalogue of Life.